# Клесів (селище)
Клесів — селище в Україні, у Сарненському районі Рівненської області. Залізнична станція Клесів на лінії Сарни — Коростень. Заводи: будматеріалів, щебеневий ТОВ «Технобуд», торфобрикетний. Засноване на початку XX століття. Статус смт із 1940 року. З 1940 по 1959 рік був центром Клесівського району. Відповідно до Розпорядження Кабінету Міністрів України від 12 червня 2020 року № 722-р «Про визначення адміністративних центрів та затвердження територій територіальних громад Рівненської області» увійшло до складу Клесівської селищної громади.
У Клесові розташоване найбільше родовище бурштину та Клесівський дендропарк, у складі Клесівського лісництва. У 2020 році місцева влада вирішила розвивати на цій території екотуризм.

## Географія
Клесів розташований на Волинському Поліссі. Відстань залізницею до Сарн — 20 км, фізична відстань до Києва — ~251,2 км.
Сусідні населені пункти:

## Історія

### Новітній час
Засноване на початку XX століття, коли була споруджена залізниця Київ—Сарни—Ковель. 1902 року за кілька кілометрів від села Клесова збудовано залізничну станцію, яка дістала однойменну назву. Згодом біля станції виросло невелике селище, яке теж стало називатися Клесовим. У 1906 році біля станції Клесів налічувалося 12 будинків, мешкало 73 особи. У 1909 році у поселені вже налічувалося 15 будинків, 120 жителів. У цей період навколо селища розгорнулись розробки лісів і гранітів. Водночас управління Поліських залізниць збудувало лісопильний завод. 1909 року було відкрито однокласне училище, яке відвідували 65 учнів.

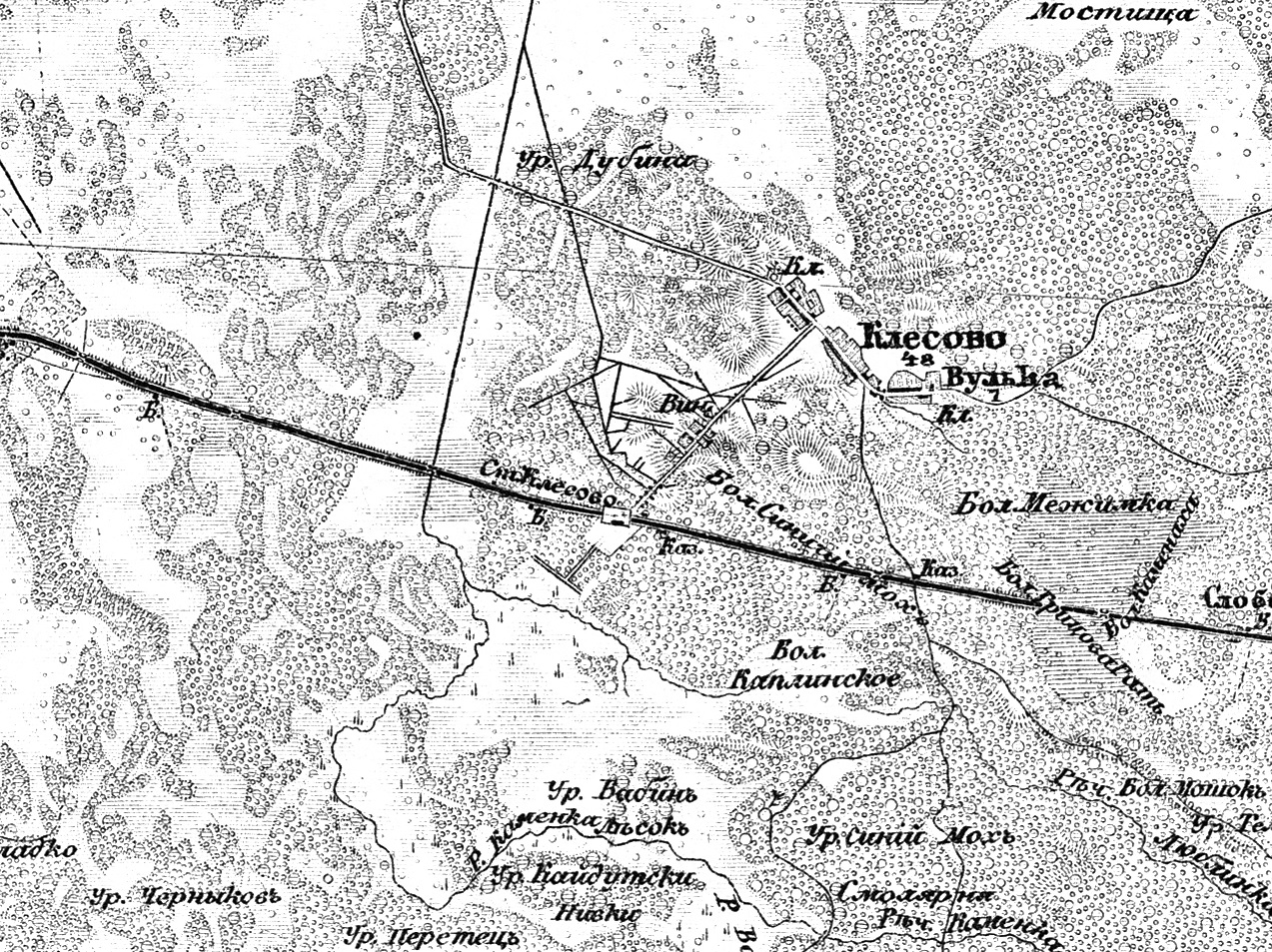
Мапа Волинської губернії 1913 року із зображенням залізничної станції Клесів та однойменного села

### Перша світова війнаі події 1918—1921 років
З початком Першої світової війни багатьох жителів мобілізували до царської армії. Майже припинилися роботи на кар'єрах.
Після перемоги Лютневої революції політична діяльність у Клесеві значно активізувалася. У січні 1918 року радянські війська вибили з селища війська УНР. Однак вже у лютому 1918 року Клесів зайняли війська Української Держави. 8 грудня 1918 року внаслідок Поліського повстання було вдруге встановлено Радянську владу. Проте наприкінці грудня 1918 року селище знову опинилося у складі УНР.
7 лютого 1919 року 21-й Волинський український радянський полк разом з 2-м Поліським комуністичним повстанським полком і полками 17-ї дивізії оволоділи Клесевом. У першій половині березня 1919 року селище звільнено військами УНР.
У середині серпня 1919 року Червона армія, що вела оборонні бої з польськими військами, відійшла. Запеклі бої біля Клесова розгорнулися влітку 1920 року. 8 липня 174-а бригада 58-ї дивізії вийшла на лінію Тухово—Клесів. Зайняте селище знову стало радянським. Проте у першій половині вересня 1920 року під тиском польських сил частини Червоної армії залишили Клесів. За Ризьким мирним договором 1921 року селище відійшло до Польщі. Клесів став центром гміни Сарненського повіту Поліського воєводства.

### Друга світова війна
У вересні 1939 року Червона Армія зайняла Західну Україну. У Клесові було створено волосний комітет. Очолив його М. К. Бабій. Клесівський волосний комітет провів у життя рішення Народних Зборів Західної України щодо встановлення Радянської влади, націоналізації великої промисловості, конфіскації поміщицьких земель. На підставі нового адміністративно-територіального поділу у січні 1940 року Клесів став районним центром Ровенської області. Було створено селищну раду, а в селах — сільські ради. Волосний і селянські комітети перестали існувати. У грудні 1940 року відбулися вибори до селищної Ради депутатів трудящих. Організаційно оформилися первинні партійні організації.
На початку 1940 року в селищі відкрили лікарню, фельдшерсько-акушерський пункт.
Незабаром після зайняття селища радянськими військами відкрили семирічну школу. Наступного року школа стала восьмирічною, з часом планувалося зробити її середньою. В школі навчалося 350 учнів. Були прислані вчителі із східних областей України. У селищі почали працювати районний будинок культури і бібліотека.
9 липня 1941 року у Клесів увійшли німецькі війська. 62 чоловіка окупанти вивезли в Німеччину, 94 убили. Під час Другої світової війни німецький гарнізон у містечку налічував 180 осіб. 298 жителів Клесова було мобілізовано до радянської армії, з них 109 загинуло.
У серпні 1941 року штаб «Поліської січі»  переніс з с. Вири до районового містечка Клесів полковник Дяченко, у минулому командир кавалерійського полку «Чорних запорожців» армії УНР.  До того тимчасово обов'язки начальника штабу «Поліської січі» виконував полковник армії УНР Іван Комар-Рогатий родом з Клесіва. Пізніше штаб «Поліської січі» очолив Петро Смородський, полковник Армії УНР.
1-ий Клесівський курінь 15 серпня 1941 року з боєм здобуває районний центр Олевськ на території Житомирської області.
Головним «арсеналом» цілої операції були сховища вибухових матеріалів Клесівських Гранітних каменоломень, що їх в пору забезпечила Поліська Січ перед висадженням в повітря втікаючими большевиками.
У підпорядкування головної команди «Поліської січі» входили два курені: Клесівський-перший (командир сотник Василь Раєвський), Клесівський-другий (командир поручник Лев Ковальчук). Також в Клесові знаходилась підстаршинська школа, що налічувала сотню курсантів.
Клесів неодноразово згадується в книгах Тараса Бульби-Боровця: «Армія без держави» і «Сильные духом» Дмитра Медведєва в подіях 1941 року. Клесів входив до військової округи «Заграва» регіональної групи УПА-Північ. У листопаді 1941 року в Клесові з'явився гурток товариства «Жіночої служби Україні», який організовував у містечку українські громадські та культурні заходи.
3 серпня 1944 року УПА замінувала полотно залізниці між станцією Клесів та роз'їздом Страшево (Клесівського району Рівненської області), внаслідок чого зазнав аварії ешелон із боєприпасами. При цьому 10 вагонів з боєприпасами було розбито, було вбито та поранено 8 радянських бійців.

### Післявоєнний період
Клесівські родовища граніту (Ждилівське, Пугач, Кривка, Заріччя, Промисловий) розташовані в сприятливих геолого-економічних умовах і мають значні запаси будівельного каменю. В усіх родовищах, за винятком Ждилівського, добувають високоякісний щебінь рожево-сірого тонкозернистого аплітграніту, дуже міцного, з незначною водовбирністю. Незабаром після закінчення війни на Ждилівському родовищі на базі кар'єрів було створено каменедробарний завод «Промтресту». 1944 року він випускав щомісяця 200—250 м² облицювальних плит, 23 тис. м³ щебеню, 500 м³ буту. До 1948 року відбудовано залізничну станцію, завод вогнетривкої цегли. Відновили роботу майстерні побутового обслуговування, лазня, їдальні, продовольчі й промтоварні магазини, лікарня та аптека. Запрацювала школа, де в 1—5 класах вчилося 140 дітей. На роботу в школу прислали 8 учителів із східних областей України. Було відкрито будинок культури, районну бібліотеку. З 1945 року почала виходити районна газета «Зірка».

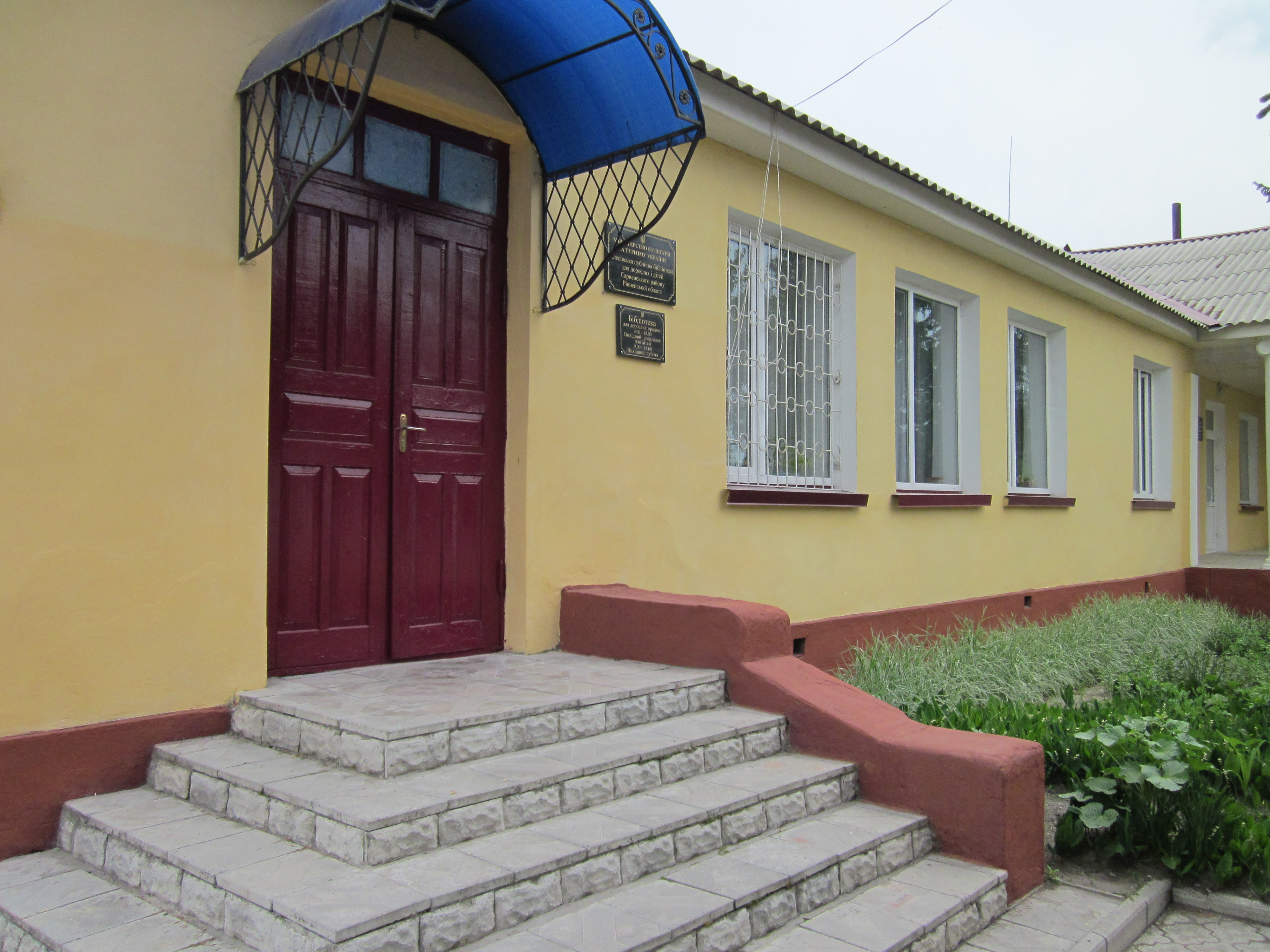
Клесівська бібліотека

У 1950—1960-х роках у Клесові виросли нові потужні підприємства нерудних матеріалів, реконструйовано діючі. В 1954 році почав працювати кар'єр Львівської залізниці, тоді ж було створено пересувну механізовану колону — ПМК-177 «Поліссяводбуду», яка осушує болота. 1959 року Клесівський лісгосп реорганізували в лісгоспзаг. У 1964 році кар'єр Львівської залізниці перетворили на каменедробарний завод. 1969 року в Клесові пущено ще одне підприємство — каменедробарний завод «Облміжколгоспбуду».

## Населення
Згідно з переписом населення 2001 року у Клесові проживало 4595 осіб.
| 1959  | 1970  | 1979  | 1989  | 1992     | 2001  | 2006  | 2010  | 2014 |
| ----- | ----- | ----- | ----- | -------- | ----- | ----- | ----- | ---- |
| 4 430 | 3 334 | 4 220 | 5 107 | 5,1 тис. | 4 595 | 4 514 | 4 541 | 4613 |

### Мова
Розподіл населення за рідною мовою за даними перепису 2001 року:
| Мова            | Кількість | Відсоток |
| --------------- | --------- | -------- |
| українська      | 4549      | 98.38%   |
| російська       | 71        | 1.53%    |
| білоруська      | 3         | 0.07%    |
| інші/не вказали | 1         | 0.02%    |
| Усього          | 4624      | 100%     |

## Органи влади
Місцеві органи влади представлені Клесівською селищною радою, яка входить до складу Рівненської області України.
Міський голова — . До міської ради входить 30 депутатів.

## Промисловість

### Клесівські родовища гранітів
Біля Клесова розташовані Клесівські родовища гранітів. Включають 8 родовищ гранітів, гранодіоритів і діоритів. Сумарні промислові запаси в 1978 році становили 161,5 млн м³. Кристалічні породи розвідані до глибини 40—45 м. Вони перекриті товщею пісків, суглинків, жорстви загальною потужністю до 3 м. Використовують граніти головним чином для одержання буту, щебеню, частково — як облицьовувальний матеріал.

## Транспорт
Територія Клесова частково опинилася серед обмежених територій для польотів дронів.

## Міста-побратими
- Вінтерсвейк, Нідерланди[22]
- Папротня, Польща[23]

## Постаті
- Баранов-Орел Сергій Анатолійович — старший прапорщик Збройних сил України, учасник російсько-української війни 2014—2015 років.
- Комар Володимир Дем'янович — «Рогатий», уродженець смт Клесів Сарненського р-ну Рівненської обл. Працював на гранітних кар'єрах, з липня 1941 р. — у земельному відділі райуправи. Під час збору податків в с. Чудель Березнівського р-ну перейшов на сторону УНРА, де очолював штаб. Згодом служив комендантом поліції Клесовського р-ну. Вбитий улітку 1943 р. червоними партизанами в с. Чудель.
- Боярчук Петро Себастьянович, 1902 року народження, уродженець смт Клесів Рівненської обл. Чотовий «Поліської Січі»
- Саратов Анатолій Олександрович — уродженець смт. Клесів, військовослужбовець Збройних сил України, учасник російсько-української війни.
- Курильчик Микола Сергійович- уродженець смт. Клесів, старший солдат-зенітник ЗСУ, учасник російсько-української війни.